# LaForrest Rock
Der LaForrest Rock ist ein Felsvorsprung an der Amundsen-Küste der antarktischen Ross Dependency. Er ragt 2,5 km westlich der Mündung des Strøm-Gletschers in das Ross-Schelfeis aus den niedrigen, vereisten Nordhängen der Duncan Mountains auf.
Dieses Gebiet wurde erstmals durch Teilnehmer der US-amerikanischen Byrd Antarctic Expedition (1928–1930) erkundet und kartiert. Das Advisory Committee on Antarctic Names benannte den Felsvorsprung 1967 nach B. A. LaForrest, Lagerverwalter bei der United States Navy während der Operation Deep Freeze des Jahres 1966.